# Marie Wilt

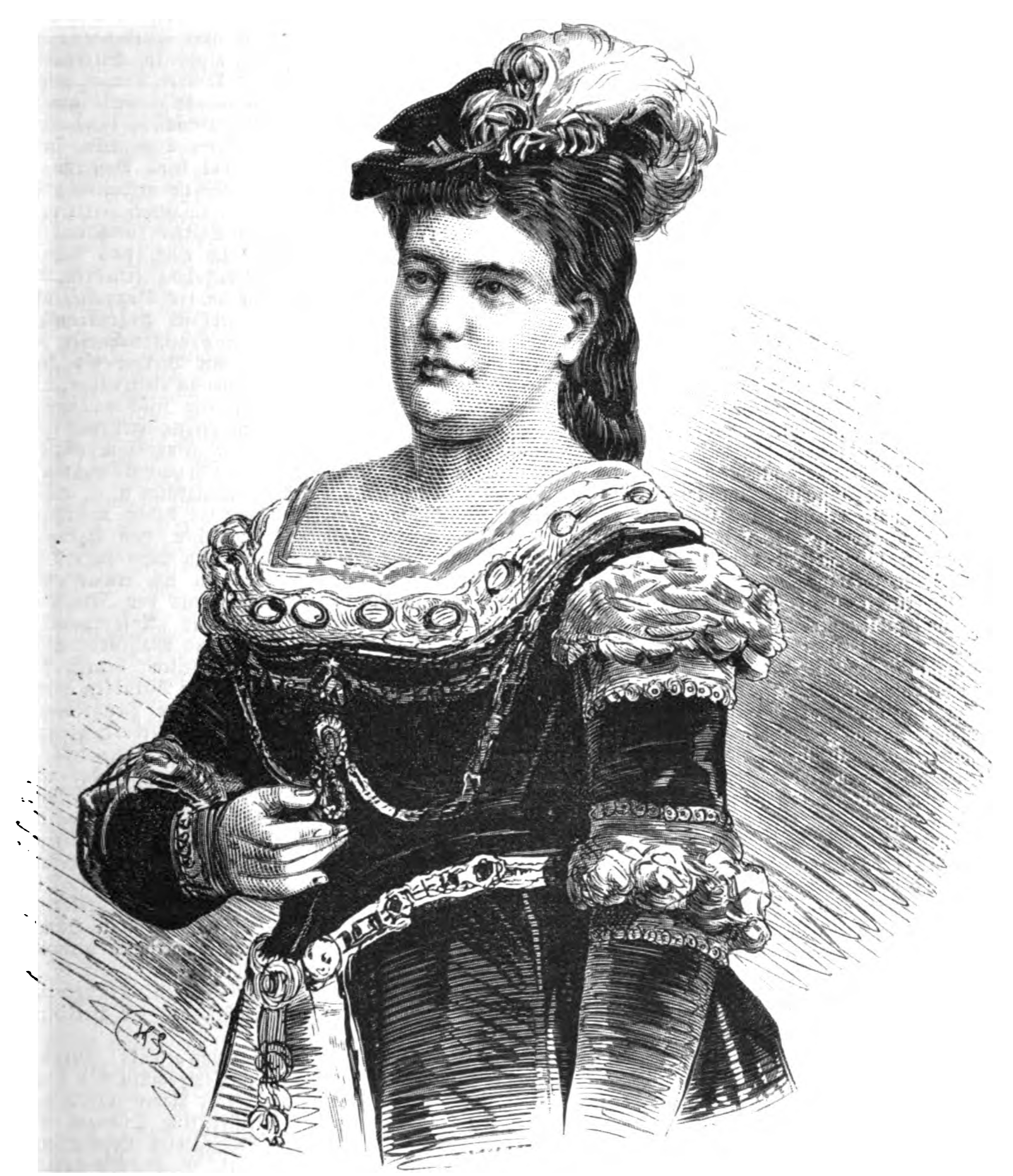
Marie Wilt als Valentine in Meyerbeers Hugenotten (um 1879)

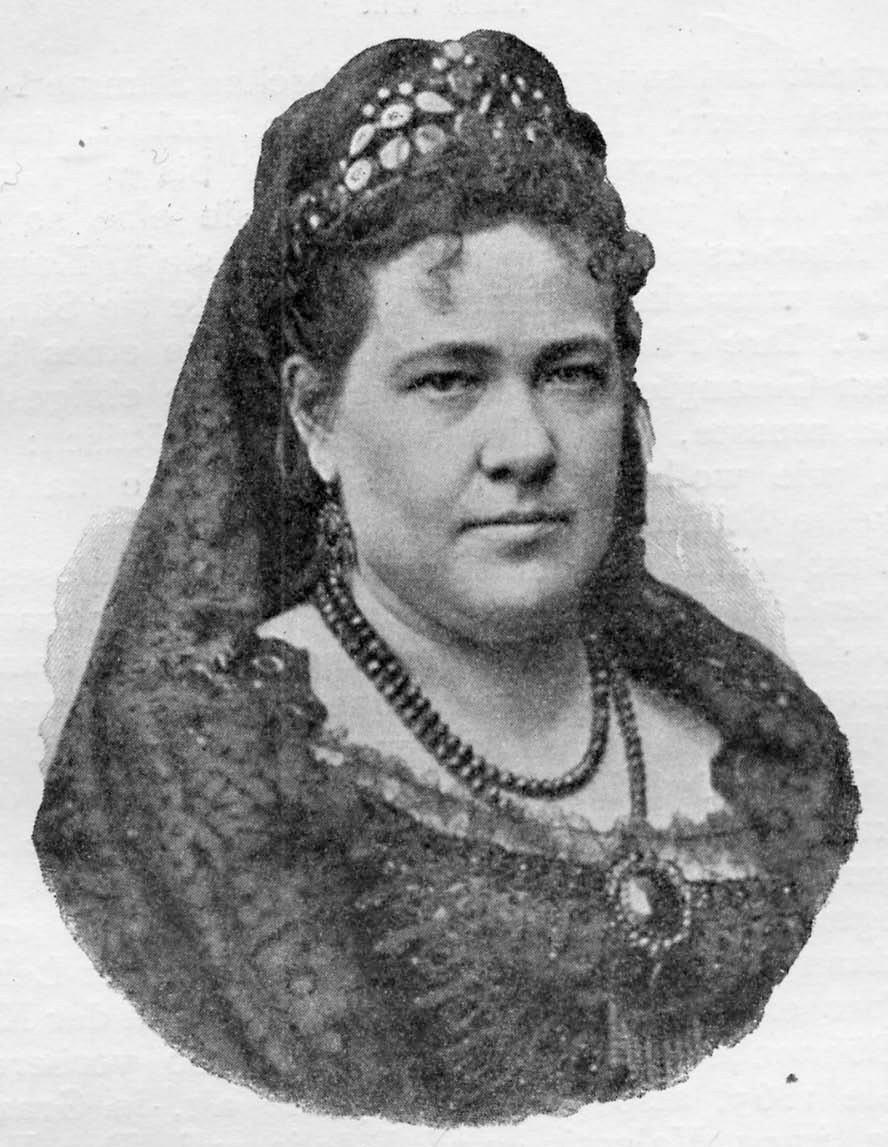
Marie Wilt

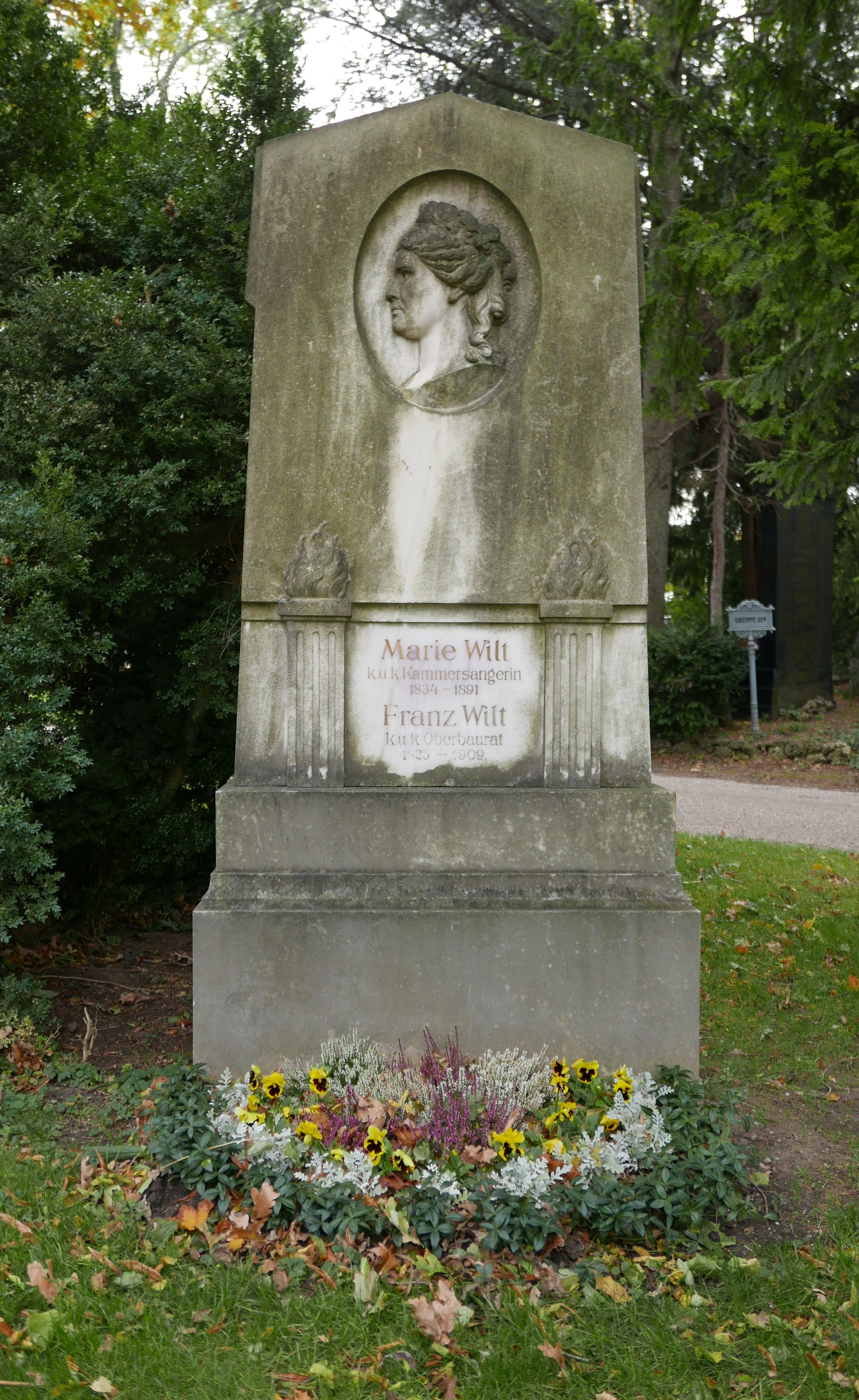
Grabstätte von Marie Wilt

Marie Wilt, geborene Marie Liebenthaler (* 30. Jänner 1834 in Wien; † 24. September 1891 ebenda) war eine österreichische Opernsängerin (Sopran).

## Leben
Marie Liebenthaler, wie sie mit Geburtsnamen hieß, wurde als Vollwaise (die Mutter war an der 1836 in Wien grassierenden Cholera verstorben) vom Kunstmaler Josef Tremier († 1885 in Wien) und dessen Ehefrau adoptiert. In jungen Jahren erhielt sie Klavierunterricht und sang in kleineren Chören mit, aber man hielt ihre Gesangsbegabung für unzureichend. Mit 19 Jahren heiratete sie den Ingenieur Franz Wilt und hatte dadurch den Pflichten einer Hausfrau nachzukommen. Mittlerweile bedingt durch den Beruf ihres Mannes in Dalmatien lebend und auch Mutter geworden, fühlte sie sich doch immer wieder zum Gesang hingezogen und bildete sich zunächst autodidaktisch weiter. Um der Einsamkeit dieses Landes und der monotonen Hausarbeit zu entfliehen, kehrte sie schließlich nach Wien zurück, wo sie zunächst eine langwierige Halsentzündung auskurierte. Anschließend arbeitete sie wieder mit Energie an ihrer Wunschvorstellung, Opernsängerin zu werden. Sie knüpfte Kontakte zum Direktor des Wiener Singvereins, Johann von Herbeck, der ihr einige kleinere Solopartien in Oratorien übertrug, sie aber eindringlich zwecks weiter Stimmbildung zu Josef Gänsbacher empfahl. Mittlerweile über 30 Jahre alt geworden, gab sie vor der Sopranistin Désirée Artôt de Padilla eine Gesangsprobe und wurde von ihr zur Fortführung ihrer Karriere ermuntert. Derart motiviert begann Marie Wilt in den folgenden Jahren eine musikalische Karriere. Die Hingabe an ihren Beruf war jedoch ihrer Ehe abträglich und führte 1878 zur Scheidung.
Schließlich debütierte sie 1865 in Graz mit der Rolle der Donna Anna in Mozarts Oper Don Giovanni und erhielt aufgrund ihres überzeugenden Erfolgs unmittelbar danach ein erstes Engagement an der Covent Garden Opera in London. Trotz eines herben Rückschlags wegen einer lebensbedrohlichen Kohlegasvergiftung erholte sie sich relativ rasch wieder, und weitere internationale Einladungen, vor allem nach London, aber auch an fast alle anderen renommierten europäischen Opernhäuser, folgten. Nach Wien zurückgekehrt, debütierte sie am 8. März 1867 am Kärntnertortheater. 1869 zur Kammersängerin ernannt, war sie bis 1878 am k.k. Hof-Operntheater engagiert. Hier übernahm sie unter anderem die Rollen der Leonore in Verdis Oper Der Troubadour, der Aida in seiner gleichnamigen Oper, der Sulamith aus Karl Goldmarks Oper Die Königin von Saba (mit Amalie Materna in der Titelpartie und Gustav Walter als Assad) oder der Königin der Nacht aus Mozarts Zauberflöte und war vor allem bei den wichtigsten Uraufführungen jener Zeit eine gefragte Sopranistin. Auch beim Schumannfest 1873 in Bonn zugunsten eines repräsentativen Denkmals für die Grabstätte von Robert Schumann oder beim Niederrheinischen Musikfest im gleichen Jahr in Aachen sowie bei weiteren repräsentativen Einsätzen war sie ein gefeierter Star. Zwischenzeitlich wurde sie 1871 zum Ehrenmitglied der Gesellschaft der Musikfreunde in Wien ernannt.
Nach ihrer Wiener Zeit wurde sie zunächst für zwei Jahre am Opernhaus Leipzig verpflichtet, wo sie eine Saison lang vor allem in der Rolle der Brünnhilde aus dem Ring des Nibelungen von Richard Wagner unter der Leitung von Anton Seidl überzeugte. Es folgten drei Jahre am Frankfurter Opernhaus sowie weitere Gastarrangements in Budapest und Brünn.
Erst 1886 führte ihr Weg sie wieder an die Wiener Staatsoper zurück, zu deren Ehrenmitglied sie nun ernannt wurde. Doch nur ein Jahr später, nach einem letzten Auftritt in Salzburg, verabschiedete sie sich mit erst 54 Jahren von der Bühne, physisch wie psychisch erschöpft und ausgelaugt von circa 25 Jahren fast pausenlosen und engagierten Einsatzes als Sängerin. Sie lebte nun zurückgezogen in Graz in der Nähe ihrer Tochter, litt immer mehr unter Depressionen und erlebte ab 1889 eine unerfüllt bleibende Liebe zu einem noch nicht 30 Jahre alten promovierten Philologen und Germanisten. Nachdem ihr bei einem nochmaligen Auftrittsversuch im Juli 1891 in Salzburg die Stimme versagte, stürzte sie sich schließlich im September des Jahres – sie hatte sich kurz zuvor zur freiwilligen Behandlung in das Sanatorium für Nervenkranke, Wien-Hacking, begeben, wo sie über den Winter bleiben wollte – vom vierten Stock des Zwett(e)lhofs, Stephansplatz 6 bzw. Wollzeile 4, Wien-Innere Stadt, in den Tod. Die vermögende Künstlerin, im September 1890 in Graz mit einem schweren psychischen Leiden auffällig geworden, hatte im März und April des Sterbejahres durchgehend sieben Wochen in der Landesirrenanstalt Feldhof verbracht, da von ihrem Schwiegersohn, dem Opernsänger (und Theaterintendanten) Heinrich Gottinger (1860–1929), sowie ihrer Tochter, Fanny Gottinger, die Verhängung der Kuratel angestrengt worden war, wurde jedoch als geistig vollkommen gesund entlassen. Die vom Gerichtsmediziner Arnold Paltauf (1860–1893) vorgenommene Obduktion des Leichnams erbrachte den Befund einer durch Veränderungen an der Großhirnsubstanz verursachten Geisteskrankheit. Das Ergebnis der Obduktion sowie zwei einander teilweise widersprechende Testamente führten zu Kontroversen in der Abwicklung des bedeutenden Nachlasses.
Marie Wilt wurde am 27. September 1891 auf dem Wiener Zentralfriedhof beigesetzt und dort am 15. März 1912 in einem Ehrengrab der Stadt Wien (Gruppe 32 A, Nr. 43) letztbestattet.
Das Repertoire von Marie Wilt umfasste die wichtigsten Sopranrollen der großen Opern, aber auch Solopartien in bedeutenden Oratorien und Messen wie beispielsweise in Verdis Messa da Requiem, in der Missa solemnis von Beethoven oder in dessen 9. Sinfonie. Sie verfügte dabei über einen außerordentlichen Stimmumfang beginnend von einer hohen Alt-Lage bis zu annähernd dreieinhalb Oktaven. Sie beherrschte den Koloraturgesang genauso perfekt wie den breiten pathetischen Vortrag eines dramatischen Soprans. Mit ihrer überzeugenden Gesangskunst kompensierte sie ihre weniger vollendeten schauspielerischen Leistungen, da ihr von verschiedenen Musikkritikern aufgrund ihrer überaus massigen Gestalt die Eleganz für die jeweiligen Rollen abgesprochen wurde. Von ihrem Kollegen Leo Slezak stammt das boshafte, einen Jules-Verne-Titel paraphrasierende Aperçu „Die Reise um die Wilt in achtzig Tagen“.